# Epixerus
Epixerus är ett släkte i ekorrfamiljen med en eller två arter som förekommer i afrikanska regnskogar. De är jämförelsevis stora för gnagare. Kroppslängden når nästan upp till 30 centimeter och svansen är ungefär lika lång. Vikten ligger vid 590 g.
Pälsen hos båda arter varierar mellan rödbrun och svart. Hos östlig palmekorre är extremiteternas utsida rödbrun. Det finns en tydlig gräns mellan den rödbruna ovansidan och den gulröda undersidan. Västlig palmekorre har rödbrun rygg och huvud.
Individerna lever utanför parningstiden ensamma. De förekommer i höjder upp till 1 020 meter över havet.
Dessa ekorrar vistas i regnskogen främst i träd men kommer ibland ner till marken. Tidigare antogs att populationerna är små men deras sällsynthet beror främst på deras gömda levnadssätt. IUCN listar båda arter som underarter till västlig palmekorre och klassificerar hela beståndet som livskraftig (Least Concern). Trots allt hotas de av regnskogens avverkning.

## Taxonomi
Arterna enligt Nowak (1999). Svenska trivialnamn enligt Curry-Lindahl (1984).
- Östlig palmekorre (Epixerus wilsoni) Du Chaillu 1860, centrala Afrika
- Västlig palmekorre eller Temmincks ekorre (Epixerus ebii) (Temminck 1853), västra Afrika

Wilson & Reeder (2005) samt IUCN listar östlig palmekorre som underart till västlig palmekorre.